# Château de Péralta
Pour les articles homonymes, voir Peralta.
Le château de Péralta est un château liégeois du XIVe siècle situé dans le quartier d'Angleur.

## Historique

### Château défensif
Anciennement château de Kinkempois, l'origine exacte du château n'est pas connue mais des écrits attestent sa présence dès le XIVe siècle.
Ce fut un fort défensif dépendant du prince-évêque de Liège acheté le 7 juillet 1457 par l'abbaye de Saint-Laurent qui le conserva jusqu'à la chute de la Principauté en 1795.

### Habitation privée
À ce moment, il est adjugé à Charles J. Desoer, une famille liégeoise qui édita sous l'Ancien Régime la Gazette de Liége. Par la suite, Ferdinand de Lesseps, apparenté aux Desoer, en devient propriétaire, il y résida pendant un mois. Ferdinand Desoer, bourgmestre d'Angleur de 1808 à 1814, le céda à sa fille Valérie Desoer, Vicomtesse de Clérambault. En 1895, le château devient la propriété de sa fille, Désirée Fernande Josèphe Jeanne de Clérambault, née au château en 1845. Elle épouse en secondes noces le marquis Manuel María de Peralta, diplomate. C’est dès ce moment que le château est appelé « château de Péralta ». Le 8 décembre 1885, un incendie dévaste presque totalement le château. Il est restauré en 1887 par l’architecte Lambert Gaspard. En 1919, à la suite du décès de la marquise de Péralta, son fils, le comte de Gontant-Biron, vend l’ensemble de la propriété à la société immobilière parisienne Bernheim. Cette dernière achète également de nombreux bois vers le plateau du Sart Tilman, dans la perspective de lotissements. Elle cédera aux pouvoirs publics les terrains nécessaires à l’érection de la première partie de la route du Condroz, ouvrant ainsi d'importantes potentialités de développement résidentiel du site, jusqu’alors préservé.

### Mairie de quartier
Le 16 décembre 1935, la société Bernheim cède le château à l’Administration communale d’Angleur qui en fait son hôtel de ville. Les travaux entrepris en 1936 et 1937 consistent à nettoyer et consolider le bâtiment. C'est aussi lors de l'aménagement du château en Hôtel communal qu'a été bâti le campanile abritant le carillon et l'horloge.       En novembre 1940, un nouvel incendie détruit les combles et la toiture. Reconstruit et restauré, le château est à nouveau détruit en 1944 par les bombardements alliés qui visent le pont du Val-Benoît, et par les bombes volantes allemandes peu après. La rénovation n'aura lieu qu'en 1951 par l’architecte Joseph Moutschen dans le respect de sa forme ancienne et en réutilisant au maximum les éléments conservés mais en modernisant certaines dispositions intérieures.

### Affectation actuelle
Aujourd'hui, il abrite l'échevinat des Travaux, un commissariat de police ainsi que la mairie de quartier et des salles culturelles du Centre Culturel Ourthe et Meuse (CCOM) depuis 1995.

## Description

### Stèle
La stèle aux postiers liégeois morts lors des deux guerres est un mémorial portant l'emblème de la Poste : un Cor avec Lion surmonté d'une couronne. Il s'agit en fait du 3e mémorial consacré aux postiers liégeois morts pour la Patrie.
Le premier avait été placé en 1924 au bureau de Liège I, rue de la Régence. Il avait été remplacé par un mémorial plus grandiose en 1937 par l'Amicale du Souvenir des Postiers. En 1947 enfin, ce mémorial en marbre reprenant les dates des deux guerres et les noms des victimes, parmi lesquelles quelques postières. Quand le bureau de Liège I a été mis en vente, l’œuvre des Postiers Liégeois a fait enlever le mémorial, qui a été conservé dans les réserves de la Ville avant d'être placé au sein du château en 2005.
Depuis lors, une cérémonie d'hommage est organisée chaque 11 novembre à Péralta.

### Extérieur
La façade d'accès, de style Louis XV, est installée au Nord. Elle est érigée en briques et pierre bleue. On y compte 9 travées sur 2 niveaux, posés sur un haut étage de caves, sous des toitures en bâtière animées de lucarnes bombées, avec un dôme central et un clocheton couronnant une horloge. Cette façade se définit comme une construction de la fin du XVIIIe siècle : certaines travées sont séparées par des pilastres à refends, baies rectangulaires couronnées par un fin larmier. Une dalle, replacée en travée centrale, porte les armes de Guillaume Natalis, abbé de Saint-Laurent, ainsi que la date de 1682.
La façade Est partage briques et moellons. Une ancienne chapelle castrale, portant l'inscription « D. HENRICUS NATALIS ABBAS SANCTI LAURETII RECONSTRUXIT 1566 », évoquant le souvenir de l'abbé Henri Natalis, qui l'avait reconstruite en 1566, y est inscrite.
La façade arrière, aussi en U, présente un aspect du XVIIe siècle, elle est totalement recouverte de beaux moellons de calcaire. Les baies sont à croisées.
La partie intacte la plus ancienne est le pont en calcaire du XVIe siècle, d'une seule arche en plein cintre, portant à la clé l'inscription « D. Gerard De Zuilre 1535 ». Les douves du château sont alimentées par le ruisseau de Kinkempois, long d'un seul kilomètre, qui coule depuis la colline du Sart Tilman.